# Festival Promessas
O Festival Promessas foi um especial de fim de ano realizado pela Globo de música religiosa.
A primeira edição do festival ocorreu em 10 de dezembro de 2011 no Aterro do Flamengo, Rio de Janeiro; O evento reuniu em torno de vinte mil pessoas, segundo a Polícia Militar. Mais de 9 representantes da música gospel se apresentaram durante 8 horas, entre as duas da tarde até as nove e meia da noite.
Durante a transmissão na Televisão, a emissora ficou isolada na liderança de audiência com 13 pontos (cada ponto equivale a cinquenta e oito mil casas).
A realização do evento dividiu opiniões. Uns se alegravam com o evento, outros criticavam, acreditando que os cantores se venderam para a emissora. Em 2016 foi exibida a sexta edição do evento, realizada na cidade de São José dos Pinhais/PR, região metropolitana de Curitiba/PR. Apesar do festival continuar até os dias atuais, o show deixou de ser exibido nacionalmente pela Globo em 2014.

## Edições
| Ano  | Título         | Local de Gravação                                        | Data                      | Público Aproximado |
| ---- | -------------- | -------------------------------------------------------- | ------------------------- | ------------------ |
| 2011 | Promessas 2011 | Aterro do Flamengo, Rio de Janeiro                       | 10 de dezembro            | 20.000             |
| 2012 | Promessas 2012 | Aeroporto do Campo de Marte, São Paulo                   | 8 de dezembro             | 100.000            |
| 2013 | Promessas 2013 | Esplanada dos Ministérios, Brasília, Distrito Federal    | 30 de novembro            | 100.000            |
| 2014 | Promessas 2014 | Praia de Copacabana, Rio de Janeiro                      | 15 de dezembro (exibição) | Sem dados          |
| 2015 | Promessas 2015 | Enseada de Botafogo, Rio de Janeiro                      | 23 de novembro            | Sem dados          |
| 2016 | Promessas 2016 | Igreja Batista de Lagoinha, Belo Horizonte, Minas Gerais | 17 de outubro             | Sem dados          |
| 2017 | Promessas 2017 | Clube Tamoio, São Gonçalo                                | 7 de setembro             | Sem dados          |
| 2018 | Promessas 2018 | Vivo Rio, Rio de Janeiro                                 | 6 de junho                | Sem dados          |